# Ghenadi Tulbea
Ghenadi Tulbea (ur. 3 marca 1979) – mołdawski i od 2010 roku monakijski zapaśnik walczący w stylu wolnym. Olimpijczyk z Aten 2004, gdzie zajął dwudzieste pierwsze miejsce kategorii 55 kg.
Wicemistrz świata w 2003. Czterokrotny medalista mistrzostw Europy, złoto w 2001 i 2005. Mistrz śródziemnomorski w 2011 i 2012, a trzeci w 2010. Brązowy medalista akademickich MŚ w 2002 i 2004 roku.
- Turniej w Atenach 2004

Przegrał z Kubańczykiem René Montero i amerykaninem Stephenem Abasem.